# Coppa delle nazioni africane 2002
La Coppa delle nazioni africane 2002 fu la 23ª edizione della massima competizione africana per nazionali di calcio. La manifestazione fu organizzata dal Mali e fu vinta dal Camerun.
La formula del torneo rimase immutata rispetto alle edizioni precedenti: le nazionali erano divise in quattro gruppi composti da quattro squadre ciascuno, le prime due classificate di ogni girone avanzavano il turno per disputare i quarti di finale. Vinse il Camerun, bissando così il successo ottenuto due anni prima nell'edizione ospitata congiuntamente dal Ghana e dalla Nigeria. Qui sotto, in dettaglio, tutti i risultati della manifestazione.

## Squadre qualificate
| - Algeria - Burkina Faso - Camerun qualificato d'ufficio come detentore del titolo - Costa d'Avorio - Egitto - Ghana - Marocco - Mali qualificato d'ufficio come paese organizzatore |  | - Liberia - Nigeria - RD del Congo - Senegal - Sudafrica - Togo - Tunisia - Zambia |

## Città e stadi
| Città   | Stadio                         | Capienza |
| ------- | ------------------------------ | -------- |
| Bamako  | Stade 26 mars                  | 60 000   |
| Bamako  | Stadio Modibo Keïta            | 30 000   |
| Kayes   | Stade Abdoulaye Nakoro Cissoko | 15 000   |
| Mopti   | Stade Barema Bocoum            | 15 000   |
| Ségou   | Stade Amari Daou               | 15 000   |
| Sikasso | Stade Babemba Traoré           | 15 000   |

## Risultati

### Fase a gironi

#### Gruppo A

##### Classifica
| Pos. | Squadra | Pt | G | V | N | P | GF | GS | DR |
| ---- | ------- | -- | - | - | - | - | -- | -- | -- |
| 1    | Nigeria | 7  | 3 | 2 | 1 | 0 | 2  | 0  | +2 |
| 2    | Mali    | 5  | 3 | 1 | 2 | 0 | 3  | 1  | -2 |
| 3    | Liberia | 2  | 3 | 0 | 2 | 1 | 3  | 4  | -1 |
| 4    | Algeria | 1  | 3 | 0 | 1 | 2 | 2  | 5  | -3 |

##### Risultati
| Arbitro: | Abdel-Hakim Shelmani |

|           |           |          |
| Keita 87’ | Marcatori | 45’ Weah |

| Arbitro: | Felix Tangawarima |

|  |           |              |
|  | Marcatori | 43’ Aghahowa |

| Bamako 24 gennaio 2002 19:00 | Mali         | 0 – 0 | Nigeria | Stade 26 mars (50 000 spett.)\| Arbitro: \| Alex Quartey \| |
| Arbitro:                     | Alex Quartey |       |         |                                                             |

| Arbitro: | Divine Evehe |

|                      |           |                           |
| Daye 7’ K. Sebwe 72’ | Marcatori | 45’ Akrour 90+1’ Kraouche |

| Arbitro: | Lim Kee Chong |

|                        |           |  |
| Bagayoko 18’ Touré 24’ | Marcatori |  |

| Arbitro: | Falla Ndoye |

|  |           |              |
|  | Marcatori | 63’ Aghahowa |

#### Gruppo B

##### Classifica
| Pos. | Squadra      | Pt | G | V | N | P | GF | GS | DR |
| ---- | ------------ | -- | - | - | - | - | -- | -- | -- |
| 1    | Sudafrica    | 5  | 3 | 1 | 2 | 0 | 3  | 1  | +2 |
| 2    | Ghana        | 5  | 3 | 1 | 2 | 0 | 2  | 1  | +1 |
| 3    | Marocco      | 4  | 3 | 1 | 1 | 1 | 3  | 4  | -1 |
| 4    | Burkina Faso | 1  | 3 | 0 | 1 | 2 | 2  | 4  | -2 |

##### Risultati
| Ségou 20 gennaio 2002 19:30 | Sudafrica   | 0 – 0 | Burkina Faso | Stade Amare Daou (12 000 spett.)\| Arbitro: \| Falla Ndoye \| |
| Arbitro:                    | Falla Ndoye |       |              |                                                               |

| Ségou 21 gennaio 2002 16:00 | Marocco          | 0 – 0 | Ghana | Stade Amare Daou (4 000 spett.)\| Arbitro: \| Domenico Messina \| |
| Arbitro:                    | Domenico Messina |       |       |                                                                   |

| Ségou 24 gennaio 2002 16:00 | Sudafrica    | 0 – 0 | Ghana | Stade Amare Daou (5 000 spett.)\| Arbitro: \| Mourad Daami \| |
| Arbitro:                    | Mourad Daami |       |       |                                                               |

| Arbitro: | Lim Kee Chong |

|            |           |                   |
| Dagano 58’ | Marcatori | 23’, 85’ Zerouali |

| Arbitro: | Gamal Al-Ghandour |

|                                   |           |                       |
| Zuma 42’ Mngomeni 48’ Nomvete 51’ | Marcatori | 77’ (rig.) Benmahmoud |

| Arbitro: | Chukwudi Chukwujekwu |

|               |           |                   |
| K. Traoré 81’ | Marcatori | 90’, 90+2’ Boakye |

#### Gruppo C

##### Classifica
| Pos. | Squadra        | Pt | G | V | N | P | GF | GS | DR |
| ---- | -------------- | -- | - | - | - | - | -- | -- | -- |
| 1    | Camerun        | 9  | 3 | 3 | 0 | 0 | 5  | 0  | +5 |
| 2    | RD del Congo   | 4  | 3 | 1 | 1 | 1 | 3  | 2  | +1 |
| 3    | Togo           | 2  | 3 | 0 | 2 | 1 | 0  | 3  | -3 |
| 4    | Costa d'Avorio | 1  | 3 | 0 | 1 | 2 | 1  | 4  | -3 |

##### Risultati
| Arbitro: | Coffi Codjia |

|           |           |  |
| Mboma 40’ | Marcatori |  |

| Sikasso 21 gennaio 2002 18:00 | Togo                 | 0 – 0 | Costa d'Avorio | Stade Babemba Traoré (15 000 spett.)\| Arbitro: \| Chukwudi Chukwujekwu \| |
| Arbitro:                      | Chukwudi Chukwujekwu |       |                |                                                                            |

| Arbitro: | Gamal Al-Ghandour |

|           |           |  |
| Mboma 85’ | Marcatori |  |

| Sikasso 26 gennaio 2002 17:30 | RD del Congo       | 0 – 0 | Togo | Stade Babemba Traoré (7 000 spett.)\| Arbitro: \| Tessema Hailemalak \| |
| Arbitro:                      | Tessema Hailemalak |       |      |                                                                         |

| Arbitro: | Petros Mathabela |

|                                  |           |  |
| Mettomo 52’ Eto'o 80’ Olembé 89’ | Marcatori |  |

| Arbitro: | Felix Tangawarima |

|                                           |           |            |
| Yuvuladio 28’ Nonda 66’ Kimoto 81’ (rig.) | Marcatori | 86’ Traoré |

#### Gruppo D

##### Classifica
| Pos. | Squadra | Pt | G | V | N | P | GF | GS | DR |
| ---- | ------- | -- | - | - | - | - | -- | -- | -- |
| 1    | Senegal | 7  | 3 | 2 | 1 | 0 | 2  | 0  | +2 |
| 2    | Egitto  | 6  | 3 | 2 | 0 | 1 | 3  | 2  | +1 |
| 3    | Tunisia | 2  | 3 | 0 | 2 | 1 | 0  | 1  | -1 |
| 4    | Zambia  | 1  | 3 | 0 | 1 | 2 | 1  | 3  | -2 |

##### Risultati
| Arbitro: | Mohammad Guezzaz |

|  |           |            |
|  | Marcatori | 82’ Diatta |

| Bamako 21 gennaio 2002 19:00 | Zambia          | 0 – 0 | Tunisia | Stade Modibo Kéïta (6 000 spett.)\| Arbitro: \| Coman Coulibaly \| |
| Arbitro:                     | Coman Coulibaly |       |         |                                                                    |

| Arbitro: | Arturo Daudén Ibáñez |

|          |           |  |
| Emam 23’ | Marcatori |  |

| Arbitro: | Abdel-Hakim Shelmani |

|            |           |  |
| Camara 90’ | Marcatori |  |

| Arbitro: | Coffi Codjia |

|                   |           |              |
| Mido 35’ Emam 53’ | Marcatori | 89’ Kampamba |

| Kayes 31 gennaio 2002 16:00 | Senegal          | 0 – 0 | Tunisia | Stade Abdoulaye Nakoro Cissoko (8 000 spett.)\| Arbitro: \| Domenico Messina \| |
| Arbitro:                    | Domenico Messina |       |         |                                                                                 |

### Fase a eliminazione diretta

#### Tabellone
|  | Quarti di finale             | Quarti di finale            |                              |       | Semifinali                | Semifinali                |  |  | Finale                     | Finale |
|  |                              |                             |                              |       |                           |                           |  |  |                            |        |
|  | 3 febbraio (19:00) - Bamako  |                             |                              |       |                           |                           |  |  |                            |        |
|  |                              |                             |                              |       |                           |                           |  |  |                            |        |
|  | Nigeria                      | 1                           |                              |       |                           |                           |  |  |                            |        |
|  | Nigeria                      | 1                           | 7 febbraio (16:00) - Bamako  |       |                           |                           |  |  |                            |        |
|  | Ghana                        | 0                           |                              |       |                           |                           |  |  |                            |        |
|  | Ghana                        | 0                           | Nigeria                      | 1     |                           |                           |  |  |                            |        |
|  | 4 febbraio (19:00) - Bamako  |                             | Nigeria                      | 1     |                           |                           |  |  |                            |        |
|  |                              | Senegal (dts)               | 2                            |       |                           |                           |  |  |                            |        |
|  | Senegal                      | Senegal (dts)               | 2                            | 2     |                           |                           |  |  |                            |        |
|  | Senegal                      |                             | 10 febbraio (16:00) - Bamako | 2     |                           |                           |  |  |                            |        |
|  | RD del Congo                 | 0                           |                              |       |                           |                           |  |  |                            |        |
|  | RD del Congo                 | 0                           | Senegal                      | 0 (2) |                           |                           |  |  |                            |        |
|  | 3 febbraio (16:00) - Kayes   |                             | Senegal                      | 0 (2) |                           |                           |  |  |                            |        |
|  |                              | Camerun (dtr)               | 0 (3)                        |       |                           |                           |  |  |                            |        |
|  | Sudafrica                    | Camerun (dtr)               | 0 (3)                        | 0     |                           |                           |  |  |                            |        |
|  | Sudafrica                    | 7 febbraio (19:00) - Bamako |                              | 0     |                           |                           |  |  |                            |        |
|  | Mali                         | 2                           |                              |       |                           |                           |  |  |                            |        |
|  | Mali                         | 2                           | Mali                         | 0     | Finale per il terzo posto | Finale per il terzo posto |  |  |                            |        |
|  | 4 febbraio (16:00) - Sikasso |                             | Mali                         | 0     | Finale per il terzo posto | Finale per il terzo posto |  |  |                            |        |
|  |                              | Camerun                     | 3                            |       |                           |                           |  |  |                            |        |
|  | Camerun                      | Camerun                     | 3                            | 1     | Nigeria                   | 3                         |  |  |                            |        |
|  | Camerun                      |                             |                              | 1     | Nigeria                   | 3                         |  |  |                            |        |
|  | Egitto                       | 0                           |                              | Mali  | 0                         |                           |  |  |                            |        |
|  | Egitto                       | 0                           |                              |       | 0                         |                           |  |  |                            |        |
|  |                              |                             |                              |       |                           |                           |  |  | 9 febbraio (16:00) - Mopti |        |
|  |                              |                             |                              |       |                           |                           |  |  |                            |        |

#### Quarti di finale
| Arbitro: | Arturo Daudén Ibáñez |

|  |           |                             |
|  | Marcatori | 60’ Tourè 90’ Dr. Coulibaly |

| Arbitro: | Mohammad Guezzaz |

|           |           |  |
| Lawal 80’ | Marcatori |  |

| Arbitro: | Mourad Daami |

|           |           |  |
| Mboma 62’ | Marcatori |  |

| Arbitro: | Domenico Messina |

|                    |           |  |
| Diao 62’ Diouf 86’ | Marcatori |  |

#### Semifinali
| Arbitro: | Coffi Codjia |

|                   |           |              |
| Diop 62’ Diao 97’ | Marcatori | 88’ Aghahowa |

| Arbitro: | Lim Kee Chong |

|  |           |                         |
|  | Marcatori | 39’, 45’ Olembé 84’ Foe |

#### Finale 3º/4º posto
| Arbitro: | Abdel-Hakim Shelmani |

|               |           |  |
| Aiyegbeni 29’ | Marcatori |  |

#### Finale
| Arbitro: | Gamal Al-Ghandour |

|                              |                      |                               |
| Coly Fadiga Faye Diouf Cissé | Tiri di rigore 2 – 3 | Womé Suffo Lauren Geremi Song |